# Új-Zéland az 1956. évi nyári olimpiai játékokon
Új-Zéland az ausztráliai Melbourne-ben és a svédországi Stockholmban megrendezett 1956. évi nyári olimpiai játékok egyik részt vevő nemzete volt. Az országot az olimpián 9 sportágban 51 sportoló képviselte, akik összesen 2 érmet szereztek.

## Érmesek
| Érem  | Versenyző               | Sportág    | Versenyszám           |
| ----- | ----------------------- | ---------- | --------------------- |
| Arany | Norman Read             | Atlétika   | Férfi 50 km gyaloglás |
| Arany | Jack Cropp Peter Mander | Vitorlázás | Sharpie               |

## Atlétika
Férfi
| Versenyző       | Versenyszám     | Előfutam | Előfutam | Negyeddöntő | Negyeddöntő | Elődöntő | Elődöntő | Döntő     | Döntő    |
| Versenyző       | Versenyszám     | Idő      | Hely.    | Idő         | Hely.       | Idő      | Hely.    | Idő       | Helyezés |
| --------------- | --------------- | -------- | -------- | ----------- | ----------- | -------- | -------- | --------- | -------- |
| Maurice Rae     | 100 m           | 10,7     | 1.       | 10,6        | 3.          | 10,5     | 4.       | kiesett   | kiesett  |
| Maurice Rae     | 200 m           | 21,4     | 2.       | 22,0        | 2.          | 21,5     | 6.       | kiesett   | kiesett  |
| Murray Halberg  | 1500 m          | 3:47,2   | 4.       |             |             |          |          | 3:45,2    | 11.      |
| Neville Scott   | 1500 m          | 3:48,0   | 1.       |             |             |          |          | 3:42,8    | 7.       |
| Albert Richards | Maraton         |          |          |             |             |          |          | 2:41:34   | 17.      |
| Norman Read     | 50 km gyaloglás |          |          |             |             |          |          | 4:30:42,8 |          |

Női
| Versenyző       | Versenyszám | Előfutam | Előfutam | Elődöntő | Elődöntő | Döntő   | Döntő    |
| Versenyző       | Versenyszám | Idő      | Hely.    | Idő      | Hely.    | Idő     | Helyezés |
| --------------- | ----------- | -------- | -------- | -------- | -------- | ------- | -------- |
| Margaret Stuart | 100 m       | 12,3     | 3.       | kiesett  | kiesett  | kiesett | kiesett  |
| Margaret Stuart | 80 m gát    | 11,3     | 3.       | 11,3     | 6.       | kiesett | kiesett  |

| Versenyző        | Versenyszám | Selejtező | Selejtező | Döntő    | Döntő    |
| Versenyző        | Versenyszám | Eredmény  | Helyezés  | Eredmény | Helyezés |
| ---------------- | ----------- | --------- | --------- | -------- | -------- |
| Mary Donaghy     | Magasugrás  | 158 cm    | =7.       | 167 cm   | 7.       |
| Beverly Weigel   | Távolugrás  | 579 cm    | 7.        | 585 cm   | 7.       |
| Val Sloper-Young | Súlylökés   | 13,03 m   | 14.       | 15,34 m  | 5.       |

## Birkózás
Szabadfogású
| Versenyző     | Versenyszám | 1. forduló                   | 1. forduló | 1. forduló | 2. forduló                | 2. forduló | 2. forduló | 3. forduló        | 3. forduló | 3. forduló | 4. forduló        | 4. forduló | 4. forduló | 5. forduló        | 5. forduló | 5. forduló | Döntő             | Döntő   | Döntő   | Helyezés    |
| Versenyző     | Versenyszám | Ellenfél Eredmény            | Pont       | Hely.      | Ellenfél Eredmény         | Pont       | Hely.      | Ellenfél Eredmény | Pont       | Hely.      | Ellenfél Eredmény | Pont       | Hely.      | Ellenfél Eredmény | Pont       | Hely.      | Ellenfél Eredmény | Pont    | Hely.   | Helyezés    |
| ------------- | ----------- | ---------------------------- | ---------- | ---------- | ------------------------- | ---------- | ---------- | ----------------- | ---------- | ---------- | ----------------- | ---------- | ---------- | ----------------- | ---------- | ---------- | ----------------- | ------- | ------- | ----------- |
| John da Silva | +87 kg      | Ivan Vykhristyuk (URS) · 0-3 | 3          | =9.        | Hossein Nouri (IRI) · 0-3 | 6          | =10.       | kiesett           | kiesett    | kiesett    | kiesett           | kiesett    | kiesett    | kiesett           | kiesett    | kiesett    | kiesett           | kiesett | kiesett | helyezetlen |

## Evezés
| Versenyző                                                                     | Versenyszám              | Előfutam | Előfutam | Vigaszág | Vigaszág | Elődöntő | Elődöntő | Döntő   | Döntő   | Helyezés    |
| Versenyző                                                                     | Versenyszám              | Idő      | Hely.    | Idő      | Hely.    | Idő      | Hely.    | Idő     | Hely.   | Helyezés    |
| ----------------------------------------------------------------------------- | ------------------------ | -------- | -------- | -------- | -------- | -------- | -------- | ------- | ------- | ----------- |
| James Hill                                                                    | Egypárevezős             | 7:30,1   | 3.       | 8:29,9   | 1.       | 9:12,5   | 3.       | kiesett | kiesett | helyezetlen |
| Reginald Douglas Robert Parker                                                | Kormányos nélküli kettes | 7:32,6   | 1.       | erőnyerő | erőnyerő | 8:44,7   | 3.       | kiesett | kiesett | helyezetlen |
| Peter Lucas Ray Laurent Donald Gemmell Allan Tong Colin Johnstone (kormányos) | Kormányos négyes         | 7:16,2   | 3.       | 7:16,6   | 1.       | 8:30,7   | 4.       | kiesett | kiesett | helyezetlen |

## Gyeplabda
| Új-zélandi férfi gyeplabdacsapat-játékoskeret                                                                     | Új-zélandi férfi gyeplabdacsapat-játékoskeret                                                                    |
| --- | --- |
| - John Abrams - Ivan Armstrong - Phil Bygrave - Keith Cumberpatch - Archie Currie - David Goldsmith - Noel Hobson | - Reginald Johansson - Brian Johnston - Murray Loudon - Guy McGregor - Bill Schaefer - Bruce Turner - Jack Tynan |

### Eredmények
| Színmagyarázat               |
| ---------------------------- |
| Bejutott az elődöntőbe.      |
| Az 5–8. helyért játszhattak. |
| A 9–12. helyért játszhattak. |

Csoportkör
C csoport
| Csapat                      | M | Gy | D | V | G+ | G– | Gk | P |
| --------------------------- | - | -- | - | - | -- | -- | -- | - |
| Pakisztán (PAK)             | 3 | 2  | 1 | 0 | 7  | 1  | +6 | 5 |
| Egyesült Német Csapat (EUA) | 3 | 1  | 2 | 0 | 5  | 4  | +1 | 4 |
| Új-Zéland (NZL)             | 3 | 1  | 0 | 2 | 8  | 10 | –2 | 2 |
| Belgium (BEL)               | 3 | 0  | 1 | 2 | 0  | 5  | –5 | 1 |

| 1956. november 24. 14:30 | Egyesült Német Csapat (EUA) | 5 – 4 | Új-Zéland (NZL) |  |
| 1956. november 24. 14:30 | (3 – 3)                     |       |                 |  |

| 1956. november 27. 14:30 | Pakisztán (PAK) | 5 – 1 | Új-Zéland (NZL) |  |
| 1956. november 27. 14:30 | (2 – 0)         |       |                 |  |

| 1956. november 29. 16:00 | Új-Zéland (NZL) | 3 – 0 | Belgium (BEL) |  |
| 1956. november 29. 16:00 | (1 – 0)         |       |               |  |

Az 5–8. helyért
| 1956. december 3. 9:00 | Új-Zéland (NZL) | 13 – 0 | Szingapúr (SIN) |  |
| 1956. december 3. 9:00 |                 |        |                 |  |

| 1956. december 4. 11:30 | Ausztrália (AUS) | 1 – 0 | Új-Zéland (NZL) |  |
| 1956. december 4. 11:30 | (0 – 0)          |       |                 |  |

| 1956. december 6. 9:00 | Új-Zéland (NZL) | 3 – 2 | Belgium (BEL) |  |
| 1956. december 6. 9:00 |                 |       |               |  |

| Csapat           | M | Gy | D | V | G+ | G– | Gk  | P |
| ---------------- | - | -- | - | - | -- | -- | --- | - |
| Ausztrália (AUS) | 3 | 2  | 1 | 0 | 8  | 2  | +6  | 5 |
| Új-Zéland (NZL)  | 3 | 2  | 0 | 1 | 16 | 3  | +13 | 4 |
| Belgium (BEL)    | 3 | 1  | 1 | 1 | 9  | 5  | +4  | 3 |
| Szingapúr (SIN)  | 3 | 0  | 0 | 3 | 0  | 23 | –23 | 0 |

| Csapat          | Helyezés |
| --------------- | -------- |
| Új-Zéland (NZL) | 6.       |

## Kerékpározás

### Pálya-kerékpározás
Sprintverseny
| Versenyző       | Versenyszám  | 1. forduló                                      | 1. forduló | Vigaszág selejtező                                 | Vigaszág selejtező | Vigaszág döntő                | Vigaszág döntő | Negyeddöntő                            | Elődöntő                           | Döntő                                            | Helyezés |
| Versenyző       | Versenyszám  | Ellenfelek Győztes idő                          | Hely.      | Ellenfelek Győztes idő                             | Hely.              | Ellenfél Győztes idő          | Hely.          | Ellenfél Győztes idő                   | Ellenfél Győztes idő               | Ellenfél Győztes idő                             | Helyezés |
| --------------- | ------------ | ----------------------------------------------- | ---------- | -------------------------------------------------- | ------------------ | ----------------------------- | -------------- | -------------------------------------- | ---------------------------------- | ------------------------------------------------ | -------- |
| Warren Johnston | Férfi egyéni | Ladislav Fouček (TCH) · Paul Nyman (FIN) · 12,4 | 2.         | Hernán Masanés (CHI) · Keith Harrison (GBR) · 12,4 | 1.                 | Evrard Godefroid (BEL) · 12,0 | 1.             | Boris Romanov (URS) · 11,4, 12,0, 12,0 | Michel Rousseau (FRA) · 11,4, 12,2 | Bronzmérkőzés · Richard Ploog (AUS) · 11,6, 11,4 | 4.       |

Időfutam
| Versenyző      | Versenyszám  | Idő    | Helyezés |
| -------------- | ------------ | ------ | -------- |
| Warwick Dalton | Férfi egyéni | 1:12,6 | 8.       |

Tandem
| Versenyző                        | Versenyszám     | 1. forduló | 1. forduló | Vigaszág             | Vigaszág | Vigaszág vesztesei     | Vigaszág vesztesei | Negyeddöntő                                                  | Elődöntő             | Döntő                | Helyezés |
| Versenyző                        | Versenyszám     | Ellenfelek Győztes idő | Hely.      | Ellenfél Győztes idő | Hely.    | Ellenfelek Győztes idő | Hely.              | Ellenfél Győztes idő                                         | Ellenfél Győztes idő | Ellenfél Győztes idő | Helyezés |
| -------------------------------- | --------------- | --- | ---------- | -------------------- | -------- | ---------------------- | ------------------ | ------------------------------------------------------------ | -------------------- | -------------------- | -------- |
| Ritchie Johnston Warren Johnston | Férfi kétüléses | Egyesült Államok (USA) · Donald Ferguson · James Rossi · Szovjetunió (URS) · Rosztyiszlav Vargaskin · Vlagyimir Leonov · 11,3 | 1.         |                      |          |                        |                    | Csehszlovákia (TCH) · Ladislav Fouček · Václav Machek · 10,8 | kiesett              | kiesett              | 5.       |

Üldözőverseny
| Versenyző                                           | Versenyszám  | Selejtező                                                                                   | Selejtező | Selejtező | Negyeddöntő                                                                                         | Negyeddöntő | Negyeddöntő | Elődöntő     | Elődöntő  | Elődöntő | Döntő        | Döntő     | Helyezés |
| Versenyző                                           | Versenyszám  | Ellenfél Idő                                                                                | Saját idő | Hely.     | Ellenfél Idő                                                                                        | Saját idő   | Hely.       | Ellenfél Idő | Saját idő | Hely.    | Ellenfél Idő | Saját idő | Helyezés |
| --------------------------------------------------- | ------------ | ------------------------------------------------------------------------------------------- | --------- | --------- | --------------------------------------------------------------------------------------------------- | ----------- | ----------- | ------------ | --------- | -------- | ------------ | --------- | -------- |
| Warwick Dalton Donald Eagle Bruce Kent Neil Ritchie | Férfi csapat | Uruguay (URU) · René Deceja · Eduardo Puertollano · Luis Serra · Alberto Velázquez · 5:02,4 | 4:55,6    | 1.        | Franciaország (FRA) · René Bianchi · Jean Graczyk · Jean-Claude Lecante · Michel Vermeulin · 4:44,0 | 4:56,4      | 2.          | kiesett      | kiesett   | kiesett  | kiesett      | kiesett   | 5.       |

## Ökölvívás
| Versenyző      | Versenyszám | 32-es főtábla              | Nyolcaddöntő            | Negyeddöntő       | Elődöntő          | Döntő             | Helyezés |
| Versenyző      | Versenyszám | Ellenfél Eredmény          | Ellenfél Eredmény       | Ellenfél Eredmény | Ellenfél Eredmény | Ellenfél Eredmény | Helyezés |
| -------------- | ----------- | -------------------------- | ----------------------- | ----------------- | ----------------- | ----------------- | -------- |
| Thomas Donovan | Könnyűsúly  | Isimaru Tosihito (JPN) · V | kiesett                 | kiesett           | kiesett           | kiesett           | 17.      |
| Graham Finlay  | Váltósúly   |                            | Kevin Hogarth (AUS) · V | kiesett           | kiesett           | kiesett           | 9.       |

## Súlyemelés
| Versenyző  | Versenyszám | Nyomás   | Nyomás   | Szakítás | Szakítás | Lökés    | Lökés    | Összesen | Helyezés |
| Versenyző  | Versenyszám | Eredmény | Helyezés | Eredmény | Helyezés | Eredmény | Helyezés | Összesen | Helyezés |
| ---------- | ----------- | -------- | -------- | -------- | -------- | -------- | -------- | -------- | -------- |
| Hugh Jones | +90 kg      | 125,0    | 8.       | 122,5    | =7.      | 150,0    | 8.       | 397,5    | 8.       |

## Úszás
Férfi
| Versenyző       | Versenyszám | Előfutam | Előfutam | Előfutam | Elődöntő | Elődöntő | Elődöntő | Döntő   | Döntő    |
| Versenyző       | Versenyszám | Idő      | Hely.    | Össz.    | Idő      | Hely.    | Össz.    | Idő     | Helyezés |
| --------------- | ----------- | -------- | -------- | -------- | -------- | -------- | -------- | ------- | -------- |
| Lincoln Hurring | 100 m hát   | 1:07,5   | 5.       | 17.*     | kiesett  | kiesett  | kiesett  | kiesett | kiesett  |

Női
| Versenyző        | Versenyszám | Előfutam | Előfutam | Előfutam | Elődöntő | Elődöntő | Elődöntő | Döntő   | Döntő    |
| Versenyző        | Versenyszám | Idő      | Hely.    | Össz.    | Idő      | Hely.    | Össz.    | Idő     | Helyezés |
| ---------------- | ----------- | -------- | -------- | -------- | -------- | -------- | -------- | ------- | -------- |
| Winifred Griffin | 100 m gyors | 1:10,4   | 7.       | 32.      | kiesett  | kiesett  | kiesett  | kiesett | kiesett  |
| Winifred Griffin | 400 m gyors | 5:31,0   | 5.       | 25.      |          |          |          | kiesett | kiesett  |
| Marrion Roe      | 400 m gyors | 5:18,5   | 4.       | 13.      |          |          |          | kiesett | kiesett  |
| Marrion Roe      | 100 m gyors | 1:05,9   | 1.       | 8.       | 1:05,3   | 2.       | 4.       | 1:05,6  | 7.       |
| Philippa Gould   | 100 m hát   | 1:17,5   | 6.       | 18.*     |          |          |          | kiesett | kiesett  |
| Jean Stewart     | 100 m hát   | 1:15,4   | 5.       | 10.*     |          |          |          | kiesett | kiesett  |

* - egy másik versenyzővel azonos időt ért el

## Vitorlázás
Nyílt
| Versenyző                                            | Versenyszám | Futam | Futam | Futam | Futam | Futam | Futam | Futam | Pontszám | Helyezés |
| Versenyző                                            | Versenyszám | 1     | 2     | 3     | 4     | 5     | 6     | 7     | Pontszám | Helyezés |
| ---------------------------------------------------- | ----------- | ----- | ----- | ----- | ----- | ----- | ----- | ----- | -------- | -------- |
| Jack Cropp Peter Mander                              | Sharpie     | 914   | 1215  | (516) | 613   | 1215  | 1215  | 914   | 6086     |          |
| Albert Cuthbertson Robert Stewart William Swinnerton | Sárkányhajó | 351   | (0)   | 129   | 828   | 305   | 0     | 402   | 2015     | 12.      |